# Snakes 'n' Ladders
Snakes 'n' Ladders è il diciassettesimo album in studio del gruppo rock scozzese Nazareth, pubblicato nel 1989.
Si tratta dell'ultimo disco a cui ha partecipato il chitarrista Manny Charlton, che ha lasciato il gruppo nel 1990.

## Tracce
1. We are Animals (Manny Charlton) – 4:05
2. Lady Luck (Charlton, Dan McCafferty, Pete Agnew, Darrell Sweet) – 4:09
3. Hang on to a Dream (Tim Hardin) – 4:36
4. Piece of My Heart (Bert Berns, Jerry Ragovoy) – 4:28
5. Trouble (Charlton, McCafferty, Agnew, Sweet) – 4:58
6. The Key (Charlton) – 3:18
7. Back to School (Agnew, Charlton, McCafferty, Sweet, Billy Rankin) – 4:53
8. Girls (Charlton, McCafferty, Agnew, Sweet) – 3:43
9. Donna - Get Off That Crack (Charlton) – 4:23
10. See You, See Me (Charlton, McCafferty, Agnew, Sweet) – 5:00
11. Helpless (Neil Young) – 4:58

## Formazione
- Dan McCafferty - voce
- Manny Charlton - chitarre, tastiere
- Pete Agnew - basso
- Darrell Sweet - batteria